# Bruno Méndez Cittadini
Bruno Méndez Cittadini (Montevideo, Uruguay, 10 de septiembre de 1999) es un futbolista uruguayo. Juega de defensa central o de lateral derecho y su equipo actual es el Deportivo Toluca de la Liga MX mexicana. 

## Trayectoria
Bruno comenzó a jugar al fútbol a los 4 años, en Danubio de AUFI, realizó las categorías infantiles. Incluso fue parte de la selección AUFI, compartió plantel con jugadores como Nicolás Schiappacasse y Facundo Batista.
En Séptima División quedó libre de Danubio, por lo que fue fichado por Wanderers, institución en la que se formó en las diferentes categorías juveniles.
En el año 2017 fue ascendido al plantel principal de Wanderers por el entrenador Jorge Giordano. Al final del Torneo Clausura del mismo año, debutó como profesional en la fecha 12, el 19 de noviembre. A pesar de ser su primer encuentro en la máxima categoría, fue titular para enfrentar a Rampla Juniors en el Parque Viera y ganaron 1-0.
El 26 de diciembre de 2023, tras haber jugado durante cinco años en Brasil para S. C. Corinthians y S. C. Internacional, el Granada C. F. anunció su incorporación a la entidad nazarí el siguiente 1 de enero.
Debutó en Europa el 3 de enero de 2024, fue parte de la zaga titular para enfrentar a Cádiz en el Nuevo Estadio de Los Cármenes y ganaron 2-0, lo que significó romper la racha de 15 partidos seguidos en LaLiga sin conocer la victoria. Marcó su primer gol en liga en el partido disputado contra Unión Deportiva Las Palmas, en la que el partido terminó con empate a 1.

## Selección nacional
El 10 de noviembre de 2018 fue convocado por primera vez a la selección mayor de Uruguay, debido a las lesiones de Diego Godín y Marcelo Saracchi, para estar a la orden en dos partidos amistosos por fecha FIFA.
Debutó con la Celeste el 16 de noviembre, el técnico Óscar Washington Tabárez colocó a Bruno como titular para enfrentar a Brasil en el Emirates Stadium de Londres, se enfrentó a jugadores como Neymar, Firmino y Richarlison, disputó los 90 minutos pero fueron derrotados 1-0. Su primer partido lo jugó con 19 años, 2 meses y 6 días, utilizó la camiseta número 3.
Luego del encuentro, Tabárez declaró:

«Bruno Méndez era un debutante absoluto, capitán de la sub 20, mostró cosas propias de esos talentos que parecen tener más años de los que han vivido. Muestra una pasta, un nivel de experiencia que no condice con el poco tiempo de su desarrollo en el fútbol.»

Posteriormente volvió a ser parte de la zaga titular, esta vez para enfrentar a Francia el 20 de noviembre, con figuras como Mbappé y Griezmann, perdieron 1-0 en el Stade de France.
Su siguiente citación la tuvo en junio de 2019, estuvo a la orden en dos amistosos, contra Hungría y Argentina, pero no tuvo minutos.
El 2 de junio de 2023 fue convocado por el nuevo entrenador de la selección uruguaya, Marcelo Bielsa.

#### Participaciones con la Selección Mayor
| Partidos | Partidos   | Partidos  | Partidos                | Partidos              | Partidos                   | Partidos | Partidos                  | Partidos        | Partidos |
| N.º      | Rival      | Resultado | Fecha                   | Lugar                 | Competencia                | Goles    | Cambio                    | DT              | Ref.     |
| -------- | ---------- | --------- | ----------------------- | --------------------- | -------------------------- | -------- | ------------------------- | --------------- | -------- |
| 1        | Brasil     | 0:1       | 16 de noviembre de 2018 | Londres, · Brasil     | Amistoso                   | –        | –                         | Oscar W.Tabárez |          |
| 2        | Francia    | 0:1       | 20 de noviembre de 2018 | París, Francia        | Amistoso                   | –        | –                         | Oscar W.Tabárez |          |
| 3        | Nicaragua  | 4:1       | 14 de junio de 2023     | Montevideo, · Uruguay | Amistoso                   | –        | 84' por Guillermo Varela  | Marcelo Bielsa  |          |
| 4        | Cuba       | 2:0       | 20 de junio de 2023     | Montevideo, · Uruguay | Amistoso                   | –        | –                         | Marcelo Bielsa  |          |
| 5        | Chile      | 3:1       | 8 de septiembre de 2023 | Montevideo, · Uruguay | Eliminatorias Mundial 2026 | –        | 86' por Nahitan Nández    | Marcelo Bielsa  |          |
| 6        | Brasil     | 2:0       | 17 de octubre de 2023   | Montevideo, · Uruguay | Eliminatorias Mundial 2026 | –        | 68' por Nahitan Nández    | Marcelo Bielsa  |          |
| 7        | País Vasco | 1:1       | 23 de marzo de 2024     | Bilbao, País Vasco    | Amistoso                   | –        | 82' por Sebastián Cáceres | Marcelo Bielsa  |          |

## Estadísticas

### Clubes
Actualizado al último partido disputado el 4 de abril de 2024.
| Club                                 | Div.          | Temporada     | Liga  | Liga  | Liga   | Estatal | Estatal | Estatal | Copas nacionales | Copas nacionales | Copas nacionales | Copas internacionales | Copas internacionales | Copas internacionales | Total | Total | Total  |
| Club                                 | Div.          | Temporada     | Part. | Goles | Asist. | Part.   | Goles   | Asist.  | Part.            | Goles            | Asist.           | Part.                 | Goles                 | Asist.                | Part. | Goles | Asist. |
| ------------------------------------ | ------------- | ------------- | ----- | ----- | ------ | ------- | ------- | ------- | ---------------- | ---------------- | ---------------- | --------------------- | --------------------- | --------------------- | ----- | ----- | ------ |
| Montevideo Wanderers F. C. · Uruguay | 1.ª           | 2017          | 4     | 0     | 1      | —       | —       | —       | —                | —                | —                | —                     | —                     | —                     | 4     | 0     | 1      |
| Montevideo Wanderers F. C. · Uruguay | 1.ª           | 2018          | 23    | 1     | 2      | —       | —       | —       | —                | —                | —                | —                     | —                     | —                     | 23    | 1     | 2      |
| Montevideo Wanderers F. C. · Uruguay | Total club    | Total club    | 27    | 1     | 3      | 0       | 0       | 0       | 0                | 0                | 0                | 0                     | 0                     | 0                     | 27    | 1     | 3      |
| S. C. Corinthians · Brasil           | 1.ª           | 2019          | 6     | 0     | 0      | —       | —       | —       | 0                | 0                | 0                | —                     | —                     | —                     | 6     | 0     | 0      |
| S. C. Corinthians · Brasil           | 1.ª           | 2020          | 16    | 0     | 0      | 2       | 0       | 0       | 0                | 0                | 0                | 0                     | 0                     | 0                     | 18    | 0     | 0      |
| S. C. Corinthians · Brasil           | 1.ª           | 2021          | 0     | 0     | 0      | 8       | 1       | 0       | 3                | 0                | 0                | 4                     | 0                     | 1                     | 15    | 1     | 1      |
| S. C. Corinthians · Brasil           | Total club    | Total club    | 22    | 0     | 0      | 10      | 1       | 0       | 3                | 0                | 0                | 4                     | 0                     | 1                     | 39    | 1     | 1      |
| S. C. Internacional · Brasil         | 1.ª           | 2021          | 25    | 0     | 0      | —       | —       | —       | —                | —                | —                | 2                     | 0                     | 0                     | 27    | 0     | 0      |
| S. C. Internacional · Brasil         | 1.ª           | 2022          | 6     | 1     | 0      | 8       | 1       | 0       | 1                | 0                | 0                | 6                     | 0                     | 0                     | 21    | 2     | 0      |
| S. C. Internacional · Brasil         | Total club    | Total club    | 31    | 1     | 0      | 8       | 1       | 0       | 1                | 0                | 0                | 8                     | 0                     | 0                     | 48    | 2     | 0      |
| S. C. Corinthians · Brasil           | 1.ª           | 2022          | 18    | 0     | 1      | —       | —       | —       | —                | —                | —                | 4                     | 0                     | 0                     | 4     | 0     | 1      |
| S. C. Corinthians · Brasil           | 1.ª           | 2023          | 27    | 0     | 0      | 11      | 0       | 0       | 6                | 0                | 0                | 9                     | 0                     | 0                     | 53    | 0     | 0      |
| S. C. Corinthians · Brasil           | Total club    | Total club    | 67    | 0     | 1      | 21      | 1       | 0       | 9                | 0                | 0                | 17                    | 0                     | 1                     | 114   | 1     | 2      |
| Granada C. F. · España               | 1.ª           | 2023-24       | 5     | 1     | 0      | —       | —       | —       | 0                | 0                | 0                | —                     | —                     | —                     | 5     | 1     | 0      |
| Granada C. F. · España               | Total club    | Total club    | 10    | 1     | 0      | 0       | 0       | 0       | 0                | 0                | 0                | 0                     | 0                     | 0                     | 10    | 1     | 0      |
| Total carrera                        | Total carrera | Total carrera | 135   | 3     | 4      | 29      | 2       | 0       | 10               | 0                | 0                | 25                    | 0                     | 1                     | 199   | 5     | 5      |
| 1. 2. 3.                             |               |               |       |       |        |         |         |         |                  |                  |                  |                       |                       |                       |       |       |        |

### Selección
Actualizado al último partido disputado el 22 de noviembre de 2023.
| Selección          | Temporada         | Continental | Continental | Continental | Mundial | Mundial | Mundial | Amistosos | Amistosos | Amistosos | Total | Total | Total  |
| Selección          | Temporada         | Part.       | Goles       | Asist.      | Part.   | Goles   | Asist.  | Part.     | Goles     | Asist.    | Part. | Goles | Asist. |
| ------------------ | ----------------- | ----------- | ----------- | ----------- | ------- | ------- | ------- | --------- | --------- | --------- | ----- | ----- | ------ |
| Sub-18 · Uruguay   | 2017              | -           | -           | -           | -       | -       | -       | 8         | 0         | 0         | 8     | 0     | 0      |
| Sub-18 · Uruguay   | Total sel.        | 0           | 0           | 0           | 0       | 0       | 0       | 8         | 0         | 0         | 8     | 0     | 0      |
| Sub-20 · Uruguay   | 2018              | 5           | 0           | 0           | -       | -       | -       | 11        | 0         | 0         | 16    | 0     | 0      |
| Sub-20 · Uruguay   | 2019              | 8           | 0           | 0           | 4       | 0       | 0       | 4         | 0         | 0         | 16    | 0     | 0      |
| Sub-20 · Uruguay   | Total sel.        | 13          | 0           | 0           | 4       | 0       | 0       | 15        | 0         | 0         | 32    | 0     | 0      |
| Absoluta · Uruguay | 2018              | -           | -           | -           | -       | -       | -       | 2         | 0         | 0         | 2     | 0     | 0      |
| Absoluta · Uruguay | 2019              | -           | -           | -           | -       | -       | -       | 0         | 0         | 0         | 0     | 0     | 0      |
| Absoluta · Uruguay | 2023              | 2           | 0           | 0           | -       | -       | -       | 2         | 0         | 0         | 4     | 0     | 0      |
| Absoluta · Uruguay | Total sel.        | 2           | 0           | 0           | 0       | 0       | 0       | 4         | 0         | 0         | 6     | 0     | 0      |
| Total selecciones  | Total selecciones | 15          | 0           | 0           | 4       | 0       | 0       | 27        | 0         | 0         | 46    | 0     | 0      |
| 1. 2.              |                   |             |             |             |         |         |         |           |           |           |       |       |        |

## Palmarés

### Campeonatos nacionales
| Título               | Equipo | País   | Año  |
| -------------------- | ------ | ------ | ---- |
| Primera División     | Toluca | México | 2025 |
| Campeón de Campeones | Toluca | México | 2025 |

### Distinciones individuales
| Distinción                                                 | Año  |
| ---------------------------------------------------------- | ---- |
| El tapado de la fecha (13) del Torneo Clausura para Referí | 2018 |